# Київський «Союз боротьби за визволення робітничого класу»
Київський «Союз боротьби за визволення робітничого класу» — революційна організація, створена 29–30 (17–18) березня 1897 року в Києві шляхом об'єднання кількох соціалістичних груп. На чолі «Союзу» стояв комітет у складі Бориса Ейдельмана, Павла Тучапського, Миколи (Натана) Вигдорчика. Активними діячами організації були Альберт Поляк, Софія Померанц, Віра Крижанівська-Тучапська, Петро Білоусов, Казимир Петрусевич, Петро Полонський, Дем'ян Лисенко та ін.
«Союз» мав підпільну друкарню, займався «внесенням соціалістичної свідомості в робітничий рух». В 1897—1898 роках було видано 36 прокламацій, 2 брошури, 4 номери газети «Вперед»; на 25 заводах і фабриках міста розповсюджено понад 6,5 тис. листівок. Під впливом цієї агітації в Києві значно посилився страйковий рух робітників.
«Союз» підтримував зв'язки з іншими марксистськими організаціями Російської імперії, групою «Визволення праці», надавав допомогу соціал-демократам інших міст України. 1897 року почав видавати «Рабочую газету», яка відіграла помітну роль у підготовці I з'їзду Російської соціал-демократичної робітничої партії. Після цього з'їзду київський «Союз» був розгромлений поліцією, яка заарештувала й притягла до слідства 142 особи.